# Cantó de Lausun
El cantó de Lausun és un cantó francès del departament d'Òlt i Garona, situat al districte de Marmanda. Té 15 municipis i el cap és Lausun.

## Municipis
- Anhac
- Alamans de Dròt
- Armilhac
- Borgonhaga
- Laperche
- Lausun
- La Vèrnha
- Miramont de Guiana
- Montinhac de Lausun
- Peirièra
- Puèch Arampion
- Romanha
- Sant Colomban de Lausun
- Sant Pardol e Isaac
- Segalàs

## Història
| Data d'elecció                           | Identitat      | Partit | Qualitat |
| ---------------------------------------- | -------------- | ------ | -------- |
| 1976-1982                                | M. Charpentier | PS     |          |
| 1982-2001                                | Pierre Périé   | UDF    |          |
| 2001-                                    | Pierre Costes  | PS     |          |
| les dades anteriors no són pas conegudes |                |        |          |
|                                          |                |        |          |

## Demografia
| 1962  | 1968  | 1975   | 1982  | 1990  | 1999  | 2006  |
| ----- | ----- | ------ | ----- | ----- | ----- | ----- |
| 8.188 | 9.755 | 10.296 | 9.959 | 9.542 | 9.126 | 9.146 |